# Reichsautobahn

Табличка на автомобілі Reichsautobahn

Reichsautobahn — система була початком німецьких автобанів за часів нацистської Німеччини. У Німеччині за часів Веймарської республіки існували попередні плани щодо автомагістралей з контрольованим доступом, і було побудовано дві, але робота над міжміськими магістралями ще не розпочалася. Після того, як нацисти раніше виступали проти планів мережі автомобільних доріг, після приходу до влади нацисти прийняли їх і представили проект як власну ідею Гітлера. Їх назвали «дорогами Адольфа Гітлера» («нім. Straßen Adolf Hitlers») і представлений як великий внесок у скорочення безробіття. Інші причини проекту включали можливість німцям досліджувати та цінувати свою країну, а також був сильний естетичний елемент у виконанні проекту за Третього Рейху; військові застосування, хоча й у меншій мірі, ніж часто вважалося; постійний пам'ятник Третьому Рейху, який часто порівнюють з пірамідами; і загальне просування автомобілів як модернізації, яка сама по собі мала військове застосування. 23 вересня 1933 року у Франкфурті Гітлер провів перше урочисте церемоніальне скидання грунту, а наступної весни офіційно розпочалися роботи одночасно на кількох об'єктах по всьому Рейху. Перший закінчений відрізок, між Франкфуртом і Дармштадтом, був відкритий 19 травня 1935 року, а перші 1000 кілометрів були завершені 23 вересня 1936 року. Після анексії Австрії запланована мережа була розширена, щоб включити Остмарк, а друга церемонія розбиття дерну для першого Райхсаутобану на території колишньої Австрії відбулася поблизу Зальцбурга 7 квітня 1938 року. Коли робота була припинена в 1941 році через Другу світову війну, 3819,7 км було завершено.

## Історія

### Передумови
Дві автомагістралі з контрольованим доступом були побудовані ще до епохи нацизму 10 км, довгий АФУС (скорочення від Automobil-Verkehrs-und Übungsstraße — дорога для автомобільного руху та практики) була побудована в Берліні з 1913 року. Корпорація для його будівництва була організована в 1909 році, і будівництво тривало під час Першої світової війни з використанням військовополонених, але воно було завершено та офіційно відкрито лише в 1921 році. Спочатку він був задуманий як гоночний трек і використовувався для випробувань транспортних засобів і дорожніх покриттів, але він мав багато характеристик пізнішого Рейхсаутобану та послужив моделлю для автостради П'єро Пурічеллі 1924 року між Міланом і північними італійськими озерами, перша справжня автомагістраль у світі. У 1929–32 рр. шосе 20 км,. довжиною, якие також нагадував Рейхсаутобан, за винятком відсутності серединної смуги, був побудований між Кельном і Бонном за допомогою безробітних; на підставі цього тодішній лорд-мер Кельна та голова провінційного комітету autostraßen, Конрад Аденауер, можна вважати, що він побудував автобан раніше Гітлера. «Опладенська об'їзна дорога» між Кельном і Дюссельдорфом також була побудована в 1931–33 роках. Аденауер також розпочав будівництво кільцевої дороги навколо Кельна, що більше відповідало попиту того часу. Згідно з обстеженням дорожнього руху 1936—1937 рр., найбільше дорожнє рух було навколо великих міст.
Також були створені корпорації та розроблені плани для моторизованих магістралей між Мангеймом і Гейдельбергом, між Мюнхеном і Берліном через Лейпциг, між Мюнхеном і Штарнберзьким озером, між Лейпцигом і Галле та між Кельном і Аахеном, на додаток до планів мереж загальною кількістю 15 000 км, або 22 500 км, у довжину. У 1930 році Міністерство транспорту взяло участь у спробі встановити керівні принципи для будівництва мережі автомобільних доріг.
Зокрема, організація, відома як HaFraBa або HAFRABA (акронім від Verein zur Vorbereitung der Autostraße Hamburg–Frankfurt–Basel — Асоціація з підготовки автомагістралі Гамбург [пізніше Hansestädte, ганзейські міста, після додавання Любека та Бремена] — Франкфурт — Базель), була заснована в 1926 році за ініціативою Віллі Хофа, який був натхненний італійськими магістралями, і спроектував шосе з півночі на південь, яке слід було розширити в мережу. Були підготовлені детальні технічні умови, укладені в 70 томів, і це планування лягло в основу мережі Reichsautobahn.

### Планування та будівництво

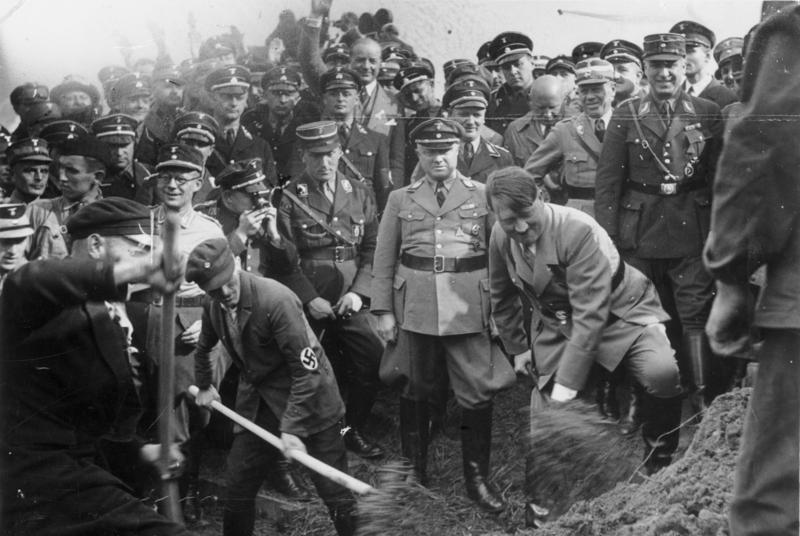
Гітлер згрібає грунт на урочистій інавгурації будівництва Райхсаутобану; позаду нього праворуч Фріц Тодт, ліворуч двоє робітників, які допомагають йому

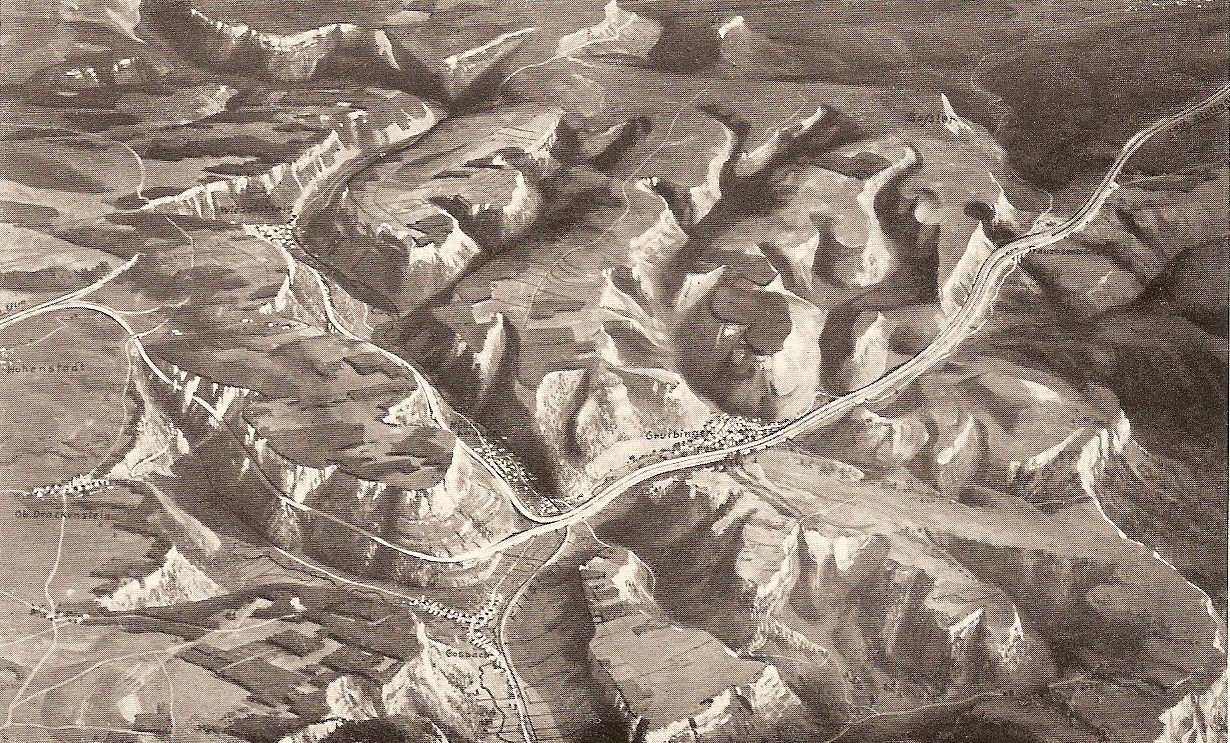
Схема проекту Drackensteiner Hang: щоб подолати крутий рельєф із мінімальним занепокоєнням, обидва напрямки були прокладені по різні боки гори

Після приходу нацистів до влади наприкінці січня 1933 р. їхня позиція швидко змінилася. Фріц Тодт підготував доповідь Straßenbau und Straßenverwaltung, яка виступає за будівництво автомагістралей, відому як «Доповідь Брауна» (Braune Denkschrift або Brauner Bericht), і у своїй промові на Берлінському автосалоні 11 лютого Гітлер представив її як необхідність і як майбутнє мірило народу, як залізниці були в минулому. Закон про створення проекту Reichsautobahn під такою назвою був прийнятий 27 червня 1933 року, а Gesellschaft Reichsautobahnen (Асоціація Reichsautobahns) була заснована 25 серпня як дочірня компанія Reichsbahn, тим самим усунувши свої заперечення. 30 червня Тодт був призначений Generalinspektor für das deutsche Straßenwesen (Генеральним інспектором німецької дорожньої системи). HAFRABA та інші організації були складені в структуру планування, відому як GEZUVOR (Gesellschaft zur Vorbereitung der Reichsautobahn, Товариство з підготовки Reichsautobahn). Голова правління HAFRABA, доктор Людвіг Ландманн, мер Франкфурта, був євреєм, що дало нацистам підставу захопити її. Німецькій публіці автобан представили як ідею Гітлера: у 1924 році, перебуваючи у в'язниці Ландсберг, він накреслив майбутню мережу автомагістралей. Це мали бути «дороги фюрера», міф, який розповсюджував сам Тодт, який придумав цю фразу та попередив своїх близьких, щоб «у жодному разі не дозволяли створити враження, що я побудував автобани». Їх слід вважати простими і виключно дорогами фюрера". Хоф, активний член партії, подав у відставку 22 грудня 1934 р.; Редактор журналу HAFRABA, Курт Кафтан, спричинив політичну проблему, представивши Хофа як автора ідеї або спільно відповідального за неї разом з Гітлером/ Збіг повноважень Gesellschaft Reichsautobahnen (відповідає за будівництво) та офісу Тодта (відповідає за планування, а також за всі дороги в Рейху) стало прикладом зростання центральної влади в Третьому Рейху та неминуче призвело до конфліктів, але лише 1 січня 1941 року Gesellschaft Reichsautobahnen було вилучено зі складу Reichsbahn і передано безпосередньо Тодту.
5 серпня 1933 року радіоп'єса Петера Хагена та Ганса Юргена Ніренца «Wir bauen eine Straße» («Ми будуємо дорогу») транслювалася по всьому Рейху. 23 вересня 1933 року перші 720 безробітних пройшли маршем до Франкфуртської фондової біржі, де їм урочисто вручили лопати як робітникам Рейхсаутобану, а звідти у супроводі солдат СА пройшли за Тодтом і Якобом Шпренгером, рейхсштаттальтером Гессену, до банку Майну. Там, після наступних промов, Гітлер мав урочисто відкрити роботу на системі автобану, першим урочистим відкиданням землі для створення основи набережної. Однак, як Тодт описав цю сцену в ілюстрованому альбомі, опублікованому в 1935 році, «знову і знову його лопата занурювалася в насип [бруду].
Це не була символічна лопата; це була справжня будівельна робота!» Двоє робітників «стрибнули … щоб допомогти йому», і вони працювали, «доки курган не був упорядковано оброблений і …з його чола на землю капали перші краплі поту». Зображення Гітлера, що лопатає, багато разів використовувалося в пропаганді, в тому числі накладене на марш робітників на плакаті Генріха Гофмана, який закликав німців ратифікувати нацистський уряд на виборах до Рейхстагу в листопаді 1933 року. Місце відзначили парком і пам'ятним каменем.

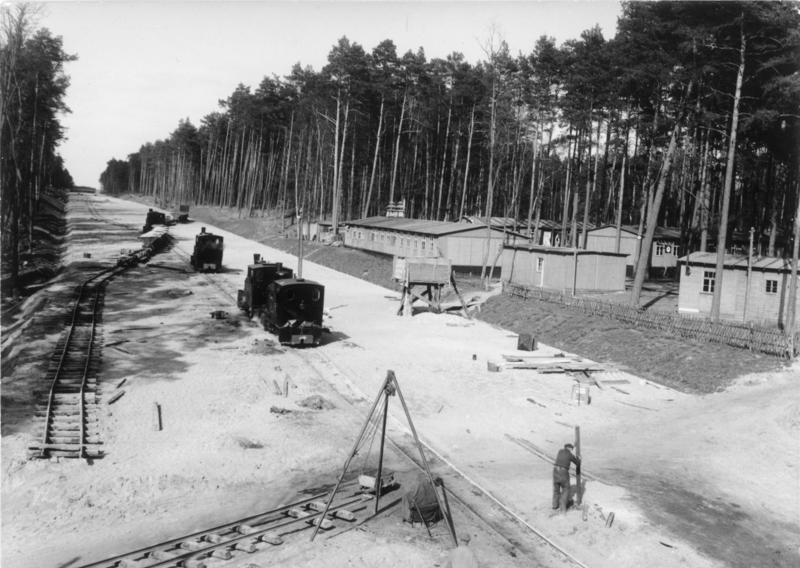
Робочий майданчик Райхсаутобану поблизу Берліна, квітень 1936 року
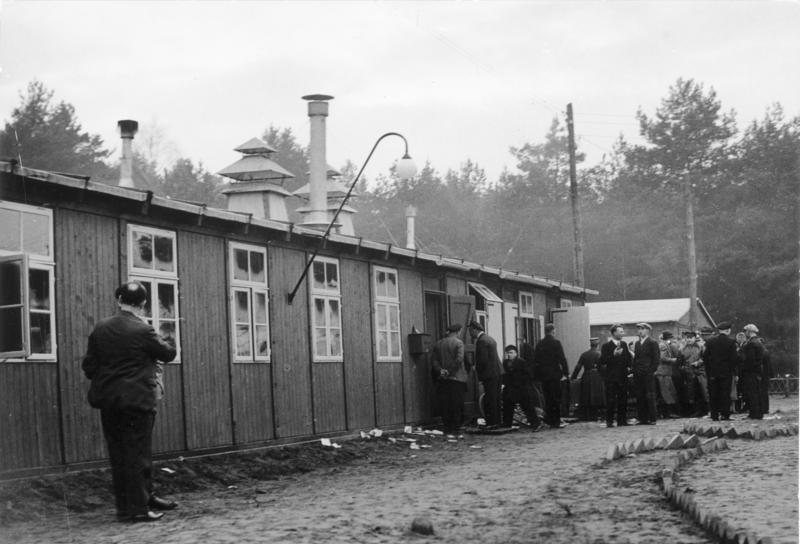
Робочий барак
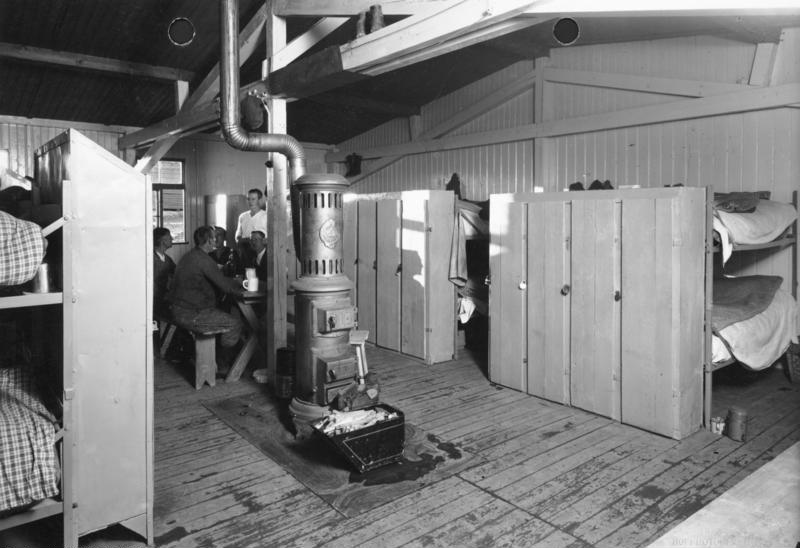
Двоярусна кімната робітничого табору, 1934 рік

### Друга Світова війна

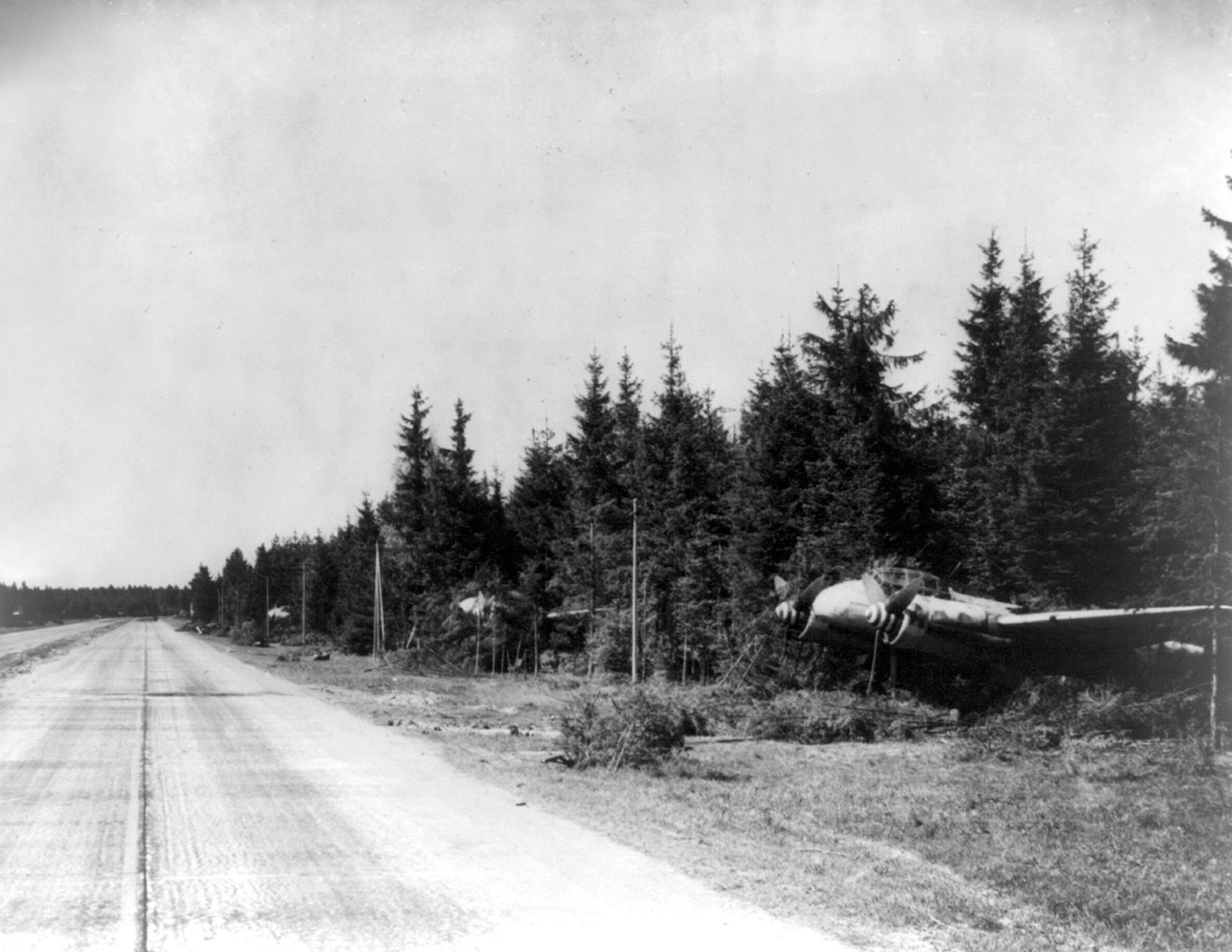
Німецькі військові літаки Ju 88, сховані вздовж автобану в 1945 році

Після початку війни у вересні 1939 року ще 560 км, автобану було завершено, довівши загальну кількість до 3870 км, перш ніж робота майже повністю припинилася наприкінці 1941 року із загостренням військової ситуації в Росії. Це включало з'єднання Avus з кільцевою дорогою навколо Берліна, що відзначалося 23 вересня 1940 року, у сьому річницю відкриття проекту Гітлером. Працюйте приблизно над 3000 км, було розпочато, але залишилося незавершеним; з них робота була зупинена приблизно на 1000 км, у жовтні 1940 р. Було передбачено завершення 4000-го кілометра та медальйон, призначений для його відзначення, але ця віха так і не була досягнута. Інженери були залучені до роботи по відновленню мостів на окупованих територіях, а згодом і по переведенню залізничних колій в СРСР на стандартну колію. У 1942 році Альберт Шпеєр, який змінив Тодта після його смерті, повністю перетворив Рейхсаутобан у орієнтовану на війну Організацію Тодта.

### Повоєнний час
Після війни рейхсаутобани були оголошені національною власністю різних післявоєнних земель (наприклад, Bundesvermögen, федеральна власність, згідно зі статтею 90 Основного закону Федеративної Республіки Німеччина 1949 року) і стали основою сучасних мереж автобанів в Німеччині та Австрії. Кілька ділянок більше не були в межах перекроєних кордонів Німеччини, зокрема недобудоване шосе між Берліном і Кенігсбергом (нині Калінінград, Росія), тепер неофіційно відоме як Берлінка . Інші більше не були корисними через зміну кордонів, включаючи кордон окупаційної зони, яка стала внутрішнім кордоном Німеччини між Федеративною Республікою та Німецькою Демократичною Республікою . Ділянка шосе поблизу Кайзерслаутерна стала під'їзною дорогою до американської авіабази Рамштайн. Більшість зруйнованих мостів були або реконструйовані, або перебудовані в іншому стилі, хоча міст через річку Заале в Рудольфштайні, на внутрішньому кордоні Німеччини, не був замінений до 1960-х років. Уламки зруйнованих мостів все ще лежать під відбудованою серією віадуків на Дракенштейнер Ханг у Швабських Альпах. В інших місцях незавершене будівництво автобану залишилося покинутим; Жіночий віадук, також на внутрішньому кордоні Німеччини, був завершений у 1993 році, після возз'єднання Німеччини.

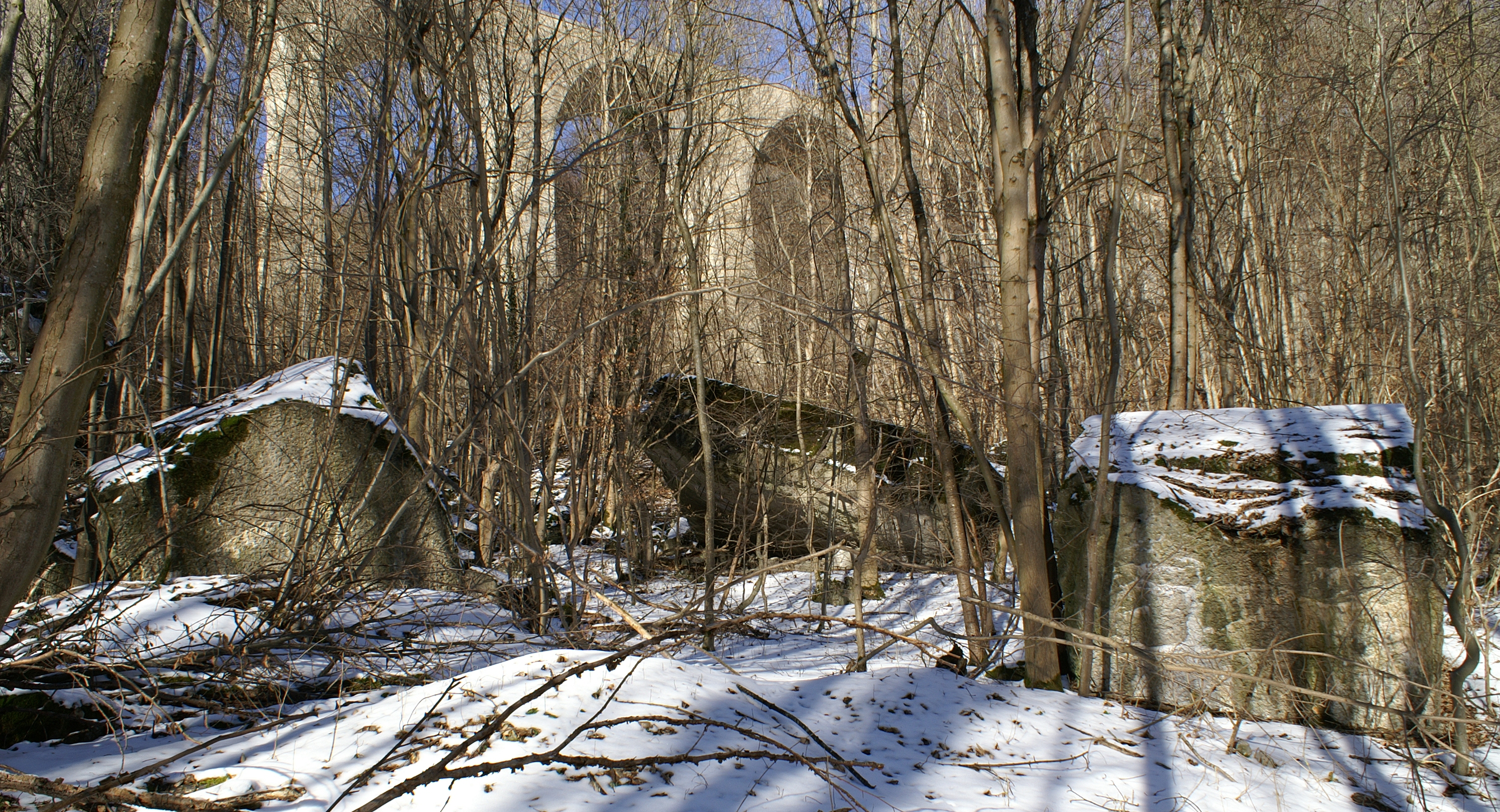
Уламки оригінального мосту Драхенлох під реконструйованим мостом на Дракенштейнер Ханг у Швабських Альпах
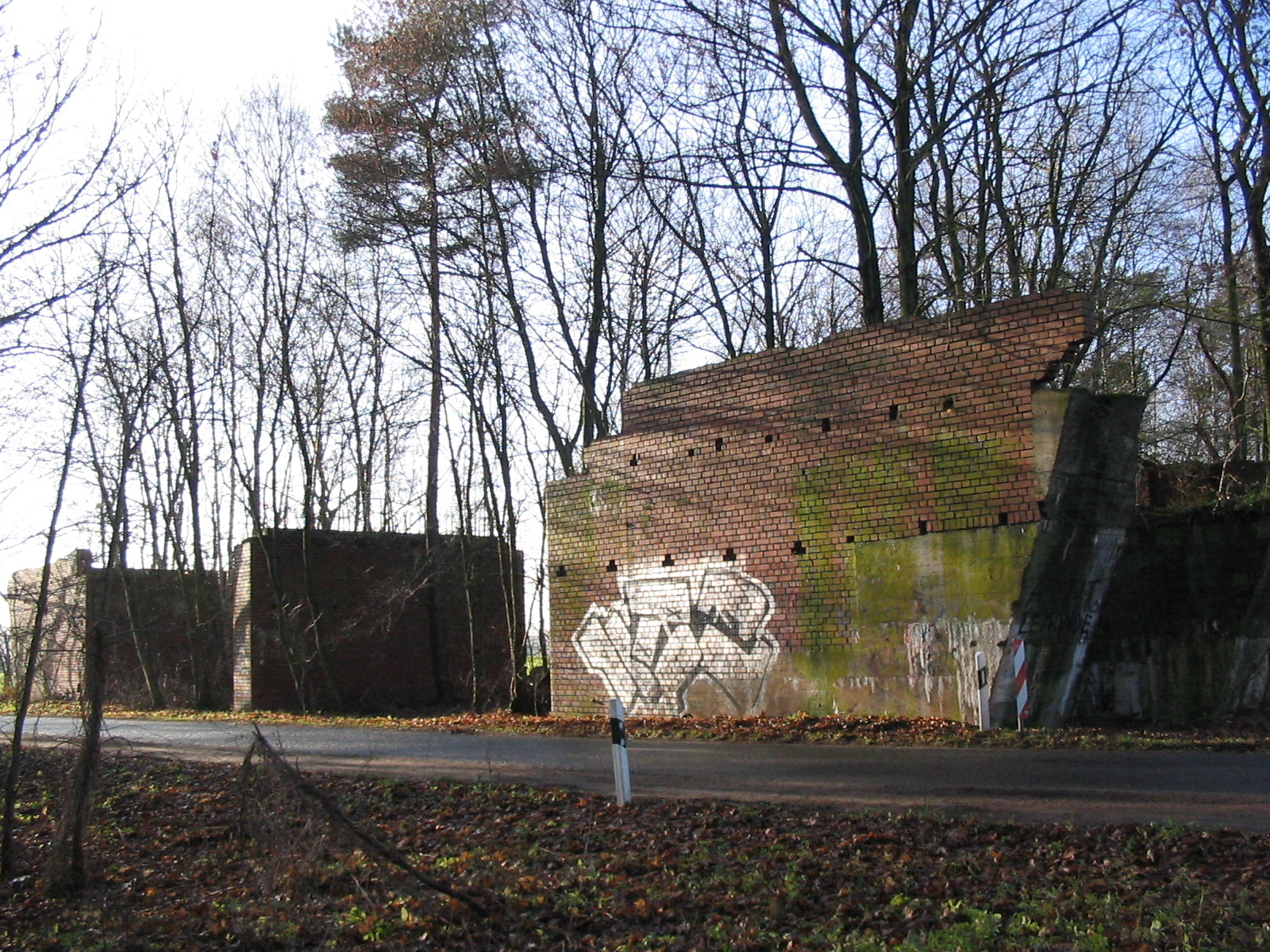
Опори мосту для автобану Гамбург-Берлін залишилися незавершеними поблизу Гагенова, Мекленбург-Передня Померанія, колишня НДР
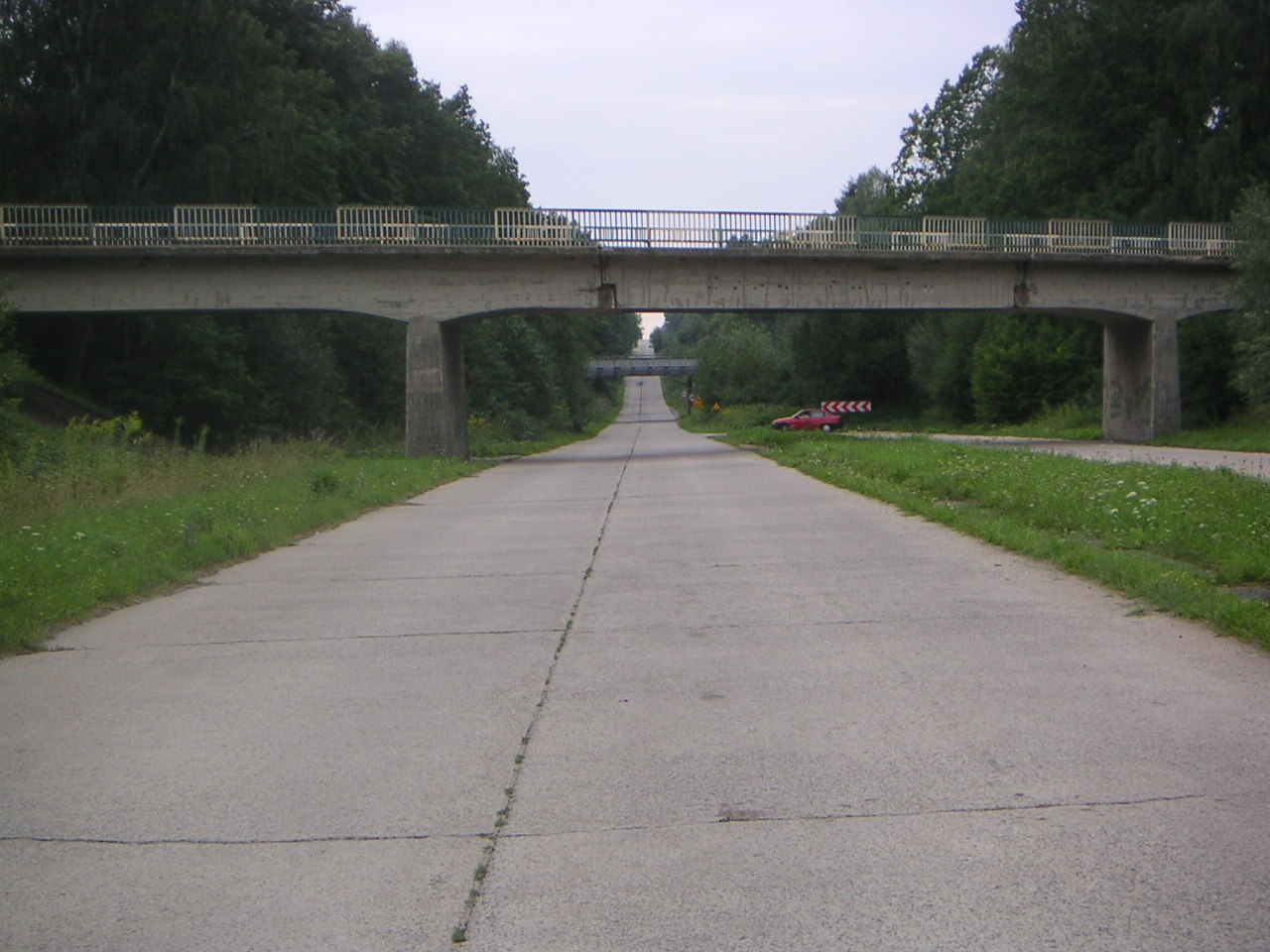
Ділянка автобану «Берлінка» Берлін — Кенігсберг біля Ельблонга в Польщі (колишній Ельбінг, Східна Пруссія) у 2006 році; з тих пір цей сегмент був модернізований як частина швидкісної дороги S22
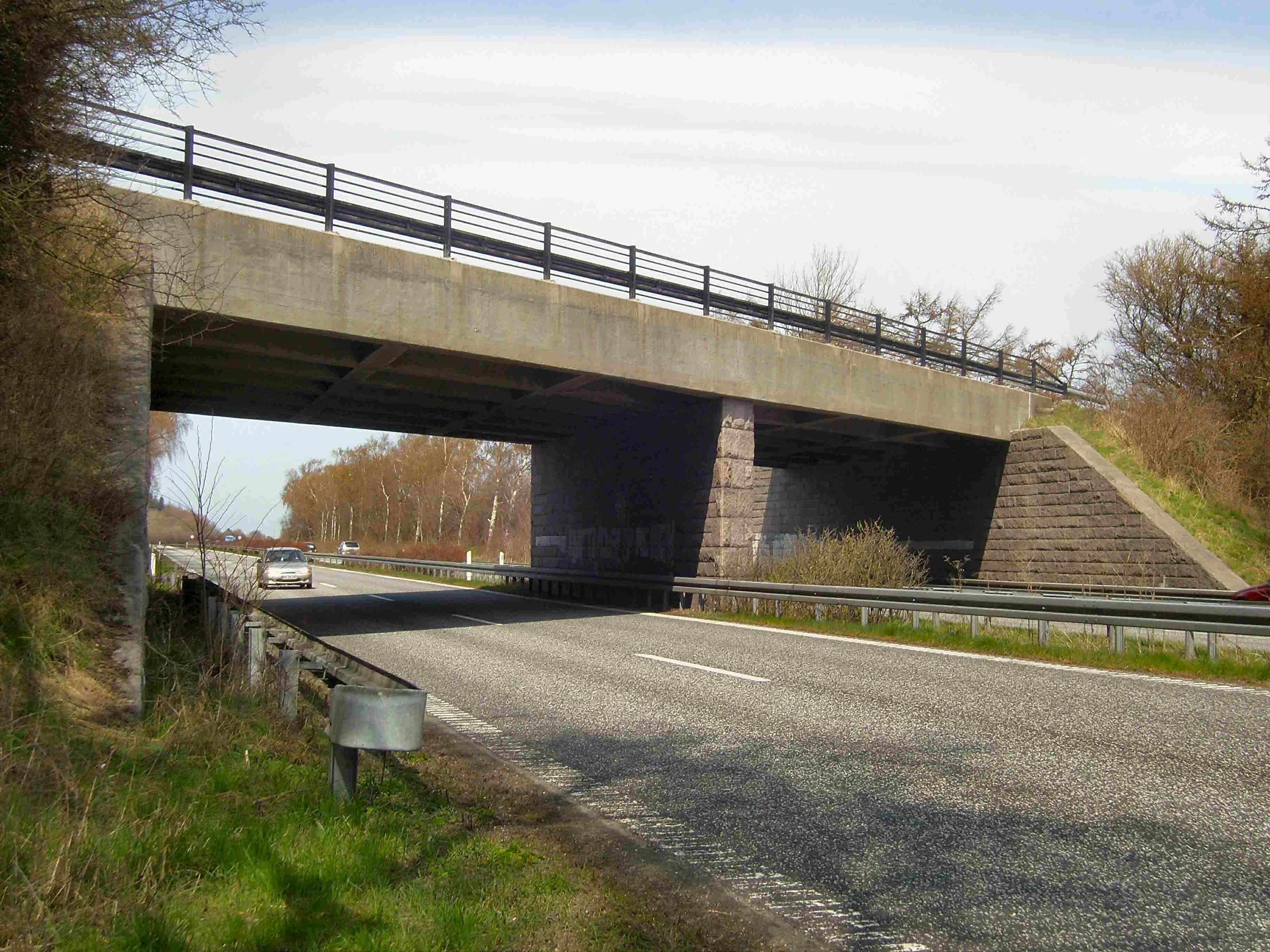
Міст Рейхсаутобан поблизу Марібо в Данії, тепер частина Sydmotorvejen (Європейські траси E47 і E55)

## Технічні умови та фінансування
Специфікації для автобанів базувалися на техніці, розробленій HAFRABA. Вони були спроектовані як чотирисмугові автомагістралі з обмеженим доступом, з центральною серединою, дорожнє покриття в кожному напрямку зазвичай 24 метри завширки (розширений на деяких основних сегментах безпосередньо перед війною), покритий бетоном. Пліч не було. На додачу до відсутності перехресть маршрут мав максимально обмежувати ухили не більше ніж 8 %, а криві мали бути в діапазоні 600 і 1.800 метри у радіусі. Один сегмент на південь від Дессау приблизно 10 км був розроблений для спроб встановлення рекорду швидкості (Dessauer Rennstrecke) і мав шість смуг у кожному напрямку.

### Моторизація та військове застосування

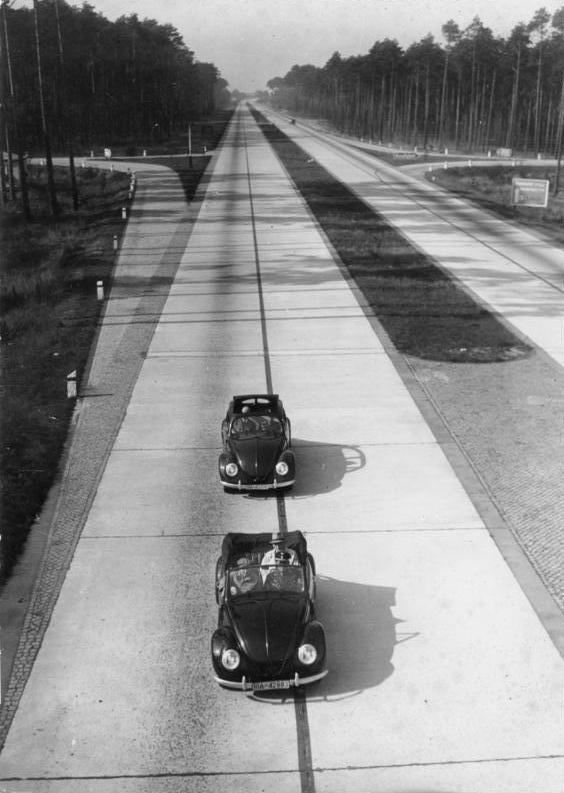
Вид на автобан із двома Volkswagen: пропагандистське фото на честь 10-річчя досягнень нацистів, січень 1943 року

Іншою важливою причиною для будівництва автомобільних доріг була моторизація Німеччини. Це відповідало самопрезентації нацистів як модернізаторів. 11 лютого 1933 року на Берлінському автосалоні Гітлер уже представив сприяння розвитку автомобілів як важливу мету і назвав широку програму будівництва доріг третім у своєму списку з чотирьох засобів її реалізації. Веймарська Німеччина була божевільна від автомобілів, і кількість приватних транспортних засобів зросла з 130 346 у 1924 році до 489 270 у 1932 році, але відсоток власників автомобілів відставав від інших європейських країн, не кажучи вже про США. Це все ще було правдою. у 1937 році; у кращому випадку більшість німців могли дозволити собі мотоцикл, а не автомобіль, і наступного року комісар автомобільних доріг штату Мічиган зазначив: «У Німеччини є дороги, а у нас є рух». Володіння автомобілем було «потужним суспільним бажанням». Активно пропагувалися автомобілі та використання автобану для прогулянок. Німецькі виробники виробляли туристичні автобуси для людей, які не володіють автомобілями, а Volkswagen (тоді називався KdF-Wagen, автомобіль «Сила через радість» для нацистської організації відпочинку) був розроблений і проданий разом з автобаном для просування володіння автомобілем; Гітлер вперше публічно закликав до його розвитку під час відкриття першого сегменту Рейхсаутобану. Війна поклала край спробам масової моторизації, оскільки економія та виробничі можливості для KdF-Wagen натомість пішли на Kübelwagen, військову версію для всіх гілок (Wehrmacht Heer, Kriegsmarine та Luftwaffe) об'єднаних збройних сил Вермахту. Масове виробництво «Жука» почалося лише після 1945 року.
На Рейхсаутобані була заборонена будь-яка реклама. Замість рекламних вивісок на посередній частині біля виїздів розмістили щити, які сповіщали водіїв про телефонні повідомлення. Рейхсаутобан і його дочірня компанія, що займається корчмою, зберегли всі комерційні права на смугу, що простягалася на 500 м (550 ярд) в будь-якому напрямку від шосе; бензин закуповував оптом і продавав Рейхсаутобан, щоб на заправках не було назв брендів, а станційники навчалися в спеціальній школі в Міхендорфі на кільцевій дорозі Берліна, щоб правильно втілювати автобан. Straßenmeistereien (станції керування дорогами) приблизно від 50 до 100 км, періодично обслуговували шосе та допомагали водіям, які потрапили в біду. Зазвичай вони розташовувалися поблизу поселень, де забезпечували роботою 15-20 осіб. Перші автозаправні станції були розташовані в трикутнику, утвореному виїзною та під'їзною смугами, і мали простий сучасний дизайн, більшість із них побудовані за кількома стандартизованими проектами; архітектор Bauhaus Людвіг Міс ван дер Рое спроектував два. Починаючи з 1936—1937 рр., їх перемістили на узбіччя дороги, де було більше місця, і перетворилися з суто утилітарних станцій технічного обслуговування на зупинки для відпочинку з ночівлею, які мали бути привабливими для водія. І зупинки для відпочинку, і менш помітна вулиця Straßenmeistereien були розроблені, щоб відобразити місцеву архітектуру, щоб захистити від небезпеки автобану, що діє як гомогенізуючий вплив. Так, наприклад, зупинка Chiemsee набула форми альпійського шале. Результат був описаний як «свого роду Völkisch Disney World». Зайферт зайшов настільки далеко, що написав у 1941 році, що зупинки для відпочинку повинні відображати своє розташування «не лише за матеріалом і формою, але також за своїм інтер'єром, посудом, декораціями». …аж до чека та музики". Однак альпійський стиль переважав.

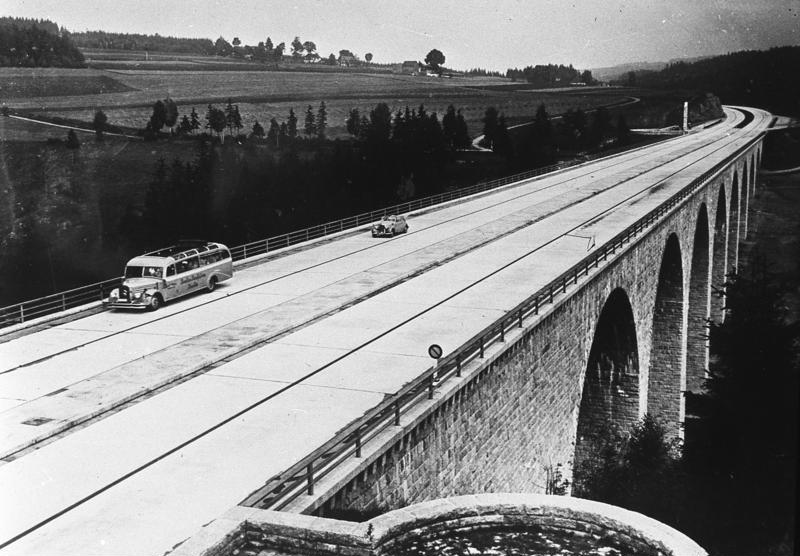
Міст через Заале між Гіршбергом, Тюрингія та Берг, Верхня Франконія, з оглядовим майданчиком на передньому плані
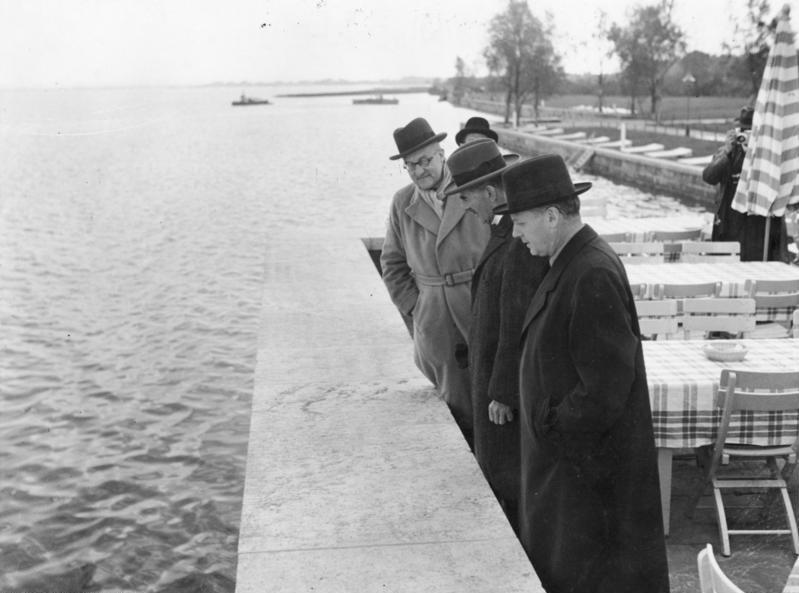
Невілл Чемберлен (у центрі, між Гербертом фон Дірксеном і Йоахімом фон Ріббентропом) на зупинці Кімзеє 15 вересня 1938 року, повертаючись із зустрічі з Гітлером в Оберзальцберзі, яка призвела до Мюнхенської угоди
Покажчик виїзду з автомагістралі (прокреслений). Розписані вручну панелі з дерева та фанери мали базовий колір синього відтінку RAL 32 h. Це відповідає сьогоднішньому RAL 5002.

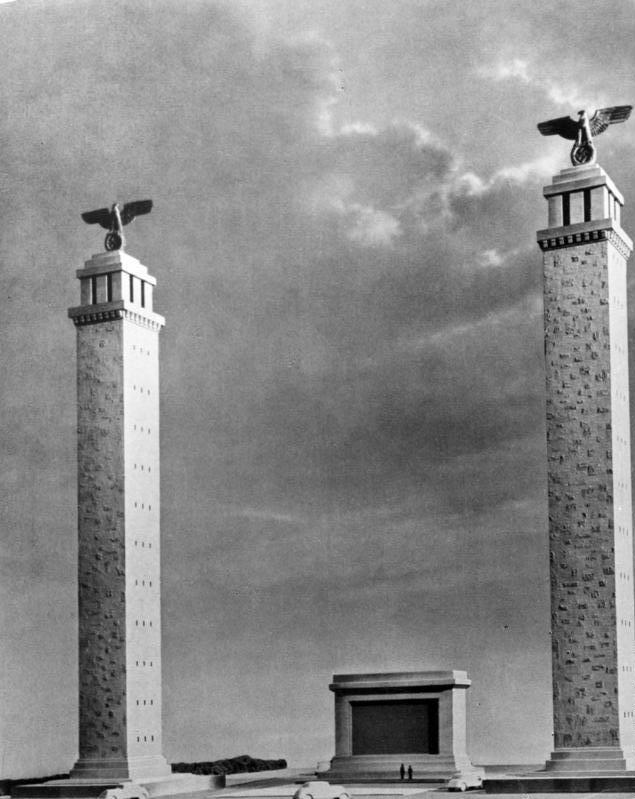
Модель шлюзу автобану, розробленого Альбертом Шпеєром для австрійського кордону поблизу Зальцбурга (1936)

## Пропаганда автобану

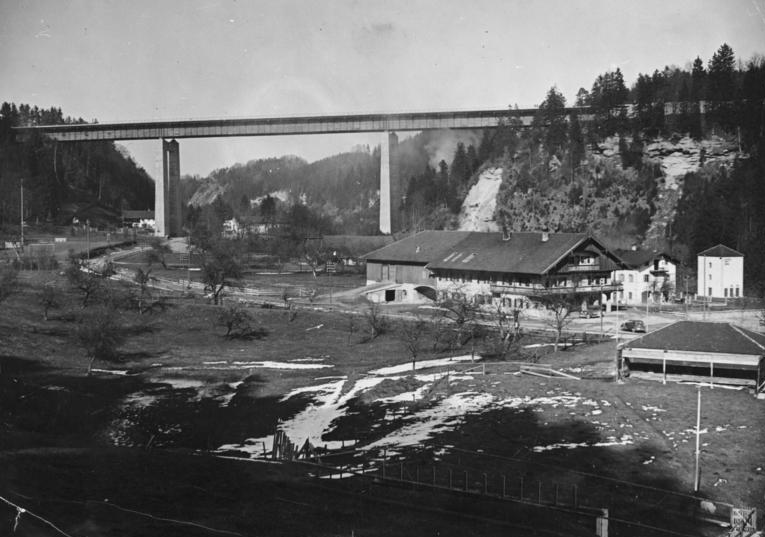
Мангфолський міст у 1936 році, у рік його відкриття

Ймовірно, найважливіше те, що автобани були створені як пам'ятник Третьому Рейху, як усередині країни, так і на міжнародному рівні; за словами історика Томаса Целлера, «щоб символізувати владу та завоювання космосу». Тодт наполягав на тому, щоб їх завжди називали Reichsautobahns, а не просто «автобани», і намагався виключити використання конкуруючого терміну Kraftfahrbahn (автомобільний шлях).
Їх часто вважали дивом сучасного світу, особливо порівнюючи з єгипетськими пірамідами. Наприклад, Еміль Майєр-Дорн писав: «Рейхсаутобан повинен стати, як Велика китайська стіна, як афінський Акрополь і як єгипетські піраміди, високою присутністю на ландшафті історії, він має стояти як герцог на параді людських досягнень».

## Подальша інформація
- Ернст Фольбер. Arbeitsschlacht: fünf Jahre Malfahrten auf den Bauplätzen der «Strassen Adolf Hitlers» . Берлін: Zeitgeschichte, 1938. (in German)
- Макс К. Шварц. «Tankstellen, Straßenmeistereien und Raststätten — Betriebsorganismen an der Reichsautobahn». Die Straße 6 (1939) 660–. (in German)
- Курт Кафтан. Der Kampf um die Autobahnen. Geschichte und Entwicklung des Autobahngedankens in Deutschland von 1907—1935 unter Berücksichtigung ähnlicher Pläne und Bestrebungen im übrigen Europa . Берлін: Wigankow, 1955. (in German)
- Карл Лермер. Autobahnbau in Deutschland 1933 bis 1945: zu den Hintergründen . Forschungen zur Wirtschaftsgeschichte 6. Berlin: Akademie, 1975. (in German)
- Хансйоахім Хеннінг. «Kraftfahrzeugindustrie und Autobahnbau in der Wirtschaftspolitik des Nationalsozialismus 1933—1936». Vierteljahrschrift für Sozial- und Wirtschaftsgeschichte 65 (1978) 217–42 (in German)
- Річард Дж. Овері. «Автомобілі, дороги та економічне відновлення Німеччини, 1932—1938». В: Війна та економіка в Третьому Рейху . Оксфорд: Кларендон / Нью-Йорк: Оксфордський університет, 1994.ISBN 9780198202905. С. 68–89
- Ерхард Шютц. «Verankert fest im Kern des Bluts': Die Reichsautobahn — mediale Visionen einer organischen Moderne im 'Dritten Reich'». In: Faszination des Organischen: Konjunkturen einer Kategorie der Moderne . ред. Хартмут Еггерт, Ерхард Шютц і Петер Шпренгель. Мюнхен: Iudicium, 1995. . С. 231–66. Трохи змінено як «Faszination der blaßgrauen Bänder. Zur 'organischen' Technik der Reichsautobahn». У: Der Technikdiskurs der Hitler-Stalin-Ära . ред. Вольфганг Еммеріх і Карл Веге. Штутгарт: Metzler, 1995. . С. 123–45 (in German)
- Аренд Фоссельман. Reichsautobahn: Schönheit, Natur, Technik . Кіль: Арндт, 2001. (in German)
- Бенджамін Штайнінгер. Raum-Maschine Reichsautobahn: zur Dynamik eines bekannt/unbekannten Bauwerks . Kaleidogramme 2. Berlin: Kulturverlag Kadmos, 2005. (in German)